# Helcostizus collinus
Helcostizus collinus är en stekelart som först beskrevs av Léon Abel Provancher 1879.  Helcostizus collinus ingår i släktet Helcostizus och familjen brokparasitsteklar. Inga underarter finns listade i Catalogue of Life.